# Château de Cissey
Le château de Cissey' est un manoir moderne situé à Merceuil (Côte-d'Or) en Bourgogne-Franche-Comté .

## Localisation
Le château est implanté en limite est du hameau de Cissey, rue du Château (RD 23).

## Historique
En 1272, la "maison fort de Sixé" est tenue par Robert II Perreaux. Elle passe ensuite à Raoul de Cissey puis à Guillaume de Montfaucon. Il y a alors à Cissey une seconde maison forte aujourd'hui disparue. Le 24 septembre 1451, Jean de Villanfans revend la terre de Cissey à Antoine de Villers, son beau-frère. Le 31 juillet 1485, Antoine Rolin donne au chapitre de Notre-Dame de Beaune la seigneuries qu’il a acquis à Cissey en 1474. Le château, démoli en 1509, est partiellement reconstruit en 1515. Le chapitre de Notre-Dame de Beaune le confie en 1602 à Luc Boscheron[réf. souhaitée].
Le château actuel est rebâti au XVIIIe siècle.

## Architecture
Le logis est implanté au sud de la cour, un corps de ferme à l'est et une chapelle, seul vestige préservé de la démolition de 1509,  au nord-ouest. Le logis est édifié en brique et pierre avec toit en croupe couvert d’ardoises. Il comprend un rez-de-chaussée et deux étages.